# Nagy minaret (Buhara)
A Nagy minaret (üzbégül: Minorai Kalon) Buharában áll, Közép-Ázsia legmagasabb ilyen jellegű építménye. Építése 1127-ben kezdődött. Vallási jelentőségén túl igazodási pontot jelentett a Selyemút karavánjainak, valamint háborúk idején katonai megfigyelőpontként is szolgált. A helyiek Halál toronynak is nevezték, ugyanis halálbüntetések végrehajtására is használták.

## Története

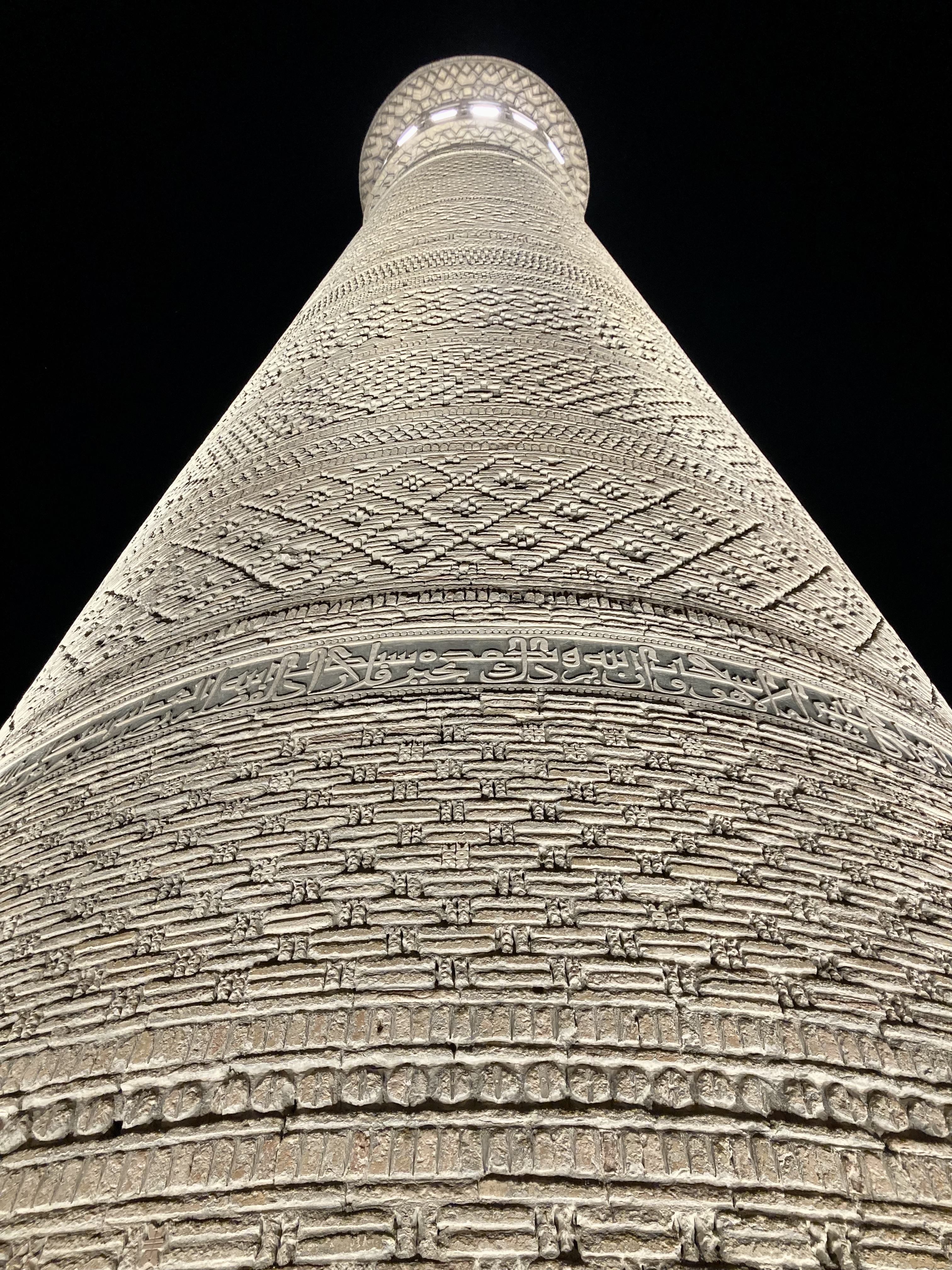
A kivilágított minaret

A mai Üzbegisztán területén található Buharában 713-ban vetett meg lábát az iszlám, ekkor építették az első mecsetet és minaretet az erőd mellett. A 12. század elején a mecsetet áthelyezték, és új minaretet emeltek, amely azonban hamar leomlott, maga alá temetve a templomot. 1127-ben Bako mester kapott megbízást egy minaret építésére. Az építész elkészítette a torony tíz méter vastag téglaalapozását, majd két évig hagyta azt száradni, amitől az kőkeménnyé vált. A minaret szintén téglából épült.
A torony magassága 47 méter, legszélesebb pontján kilencméteres. A tetején egy 16 íves ablakot magába foglaló rotunda található, amelynek átmérője hat méter. A minaret eredetileg ötven méter magas volt, a rotunda feletti résznek csak középső töredéke maradt fenn. A torony külső felületét csempék és díszítő motívumok borítják. Az alsóbb szintek egyikén megörökítették az építés befejezésének dátumát és építtetője, Arszlán kán nevét, egy felső frízen, amely elveszett a felújítások során, Bako neve volt olvasható.
A minaret bejárata öt méter magasan van, egy híd vezet hozzá a Nagy mecset tetejéről. A minaret belsejében meredek, 105 fokból álló lépcsőn lehet eljutni a rotundához. A legenda szerint Dzsingisz mongol nagykán csak a minaretet kímélte meg, amikor lerohanta Buharát, többek közt mert katonái kilátópontul használták.